# Voo Lufthansa 181

A Rota

Voo Lufthansa 181 foi um voo do Boeing 737-200 da empresa aérea alemã Lufthansa entre Palma de Maiorca na Espanha e Frankfurt na Alemanha, sequestrado em 13 de outubro de 1977 por quatro membros da Frente Popular para a Libertação da Palestina (PFLP). A aeronave, conhecida como Landshut, transportava 86 passageiros e cinco tripulantes, e durante cinco dias vagou entre a Europa, o Oriente Médio e a África, enquanto se desenrolavam as negociações, até ser invadida por um comando antiterrorista alemão em Mogadíscio, na Somália, na noite de 17 de outubro, os passageiros libertados ilesos e três dos quatro sequestradores mortos. O sequestro foi feito em apoio às ações do grupo extremista alemão Fração do Exército Vermelho, também conhecido como Grupo Baader-Meinhof e foi o ponto culminante da crise conhecida como Outono Alemão.

## O sequestro
As 11h00 de quinta-feira, 13 de outubro de 1977, o voo LH181 da Lufthansa, Boeing 737-200 Landshut, levantou voo do aeroporto de Palma de Maiorca, na Espanha, em direção a Frankfurt, na Alemanha, pilotado pelo comandante Jürgen Schumann, o co-piloto Jürgen Vietor e com as comissárias Gabriele Dillmann, Anna-Maria Staringer, Hannelore Piegler e 86 passageiros a bordo. Trinta minutos depois, quando sobrevoavam Marselha, na França, o avião foi sequestrado por um comando da PFLP, liderado pelo palestino Zohair Youssif Akache, de 23 anos, que chamava a si próprio de "Capitão Martyr Mahmud". Os outros sequestradores eram a também palestina Souhaila Andrawes (22), o Wabil Harb (23) e a Hind Alameh (22), os dois últimos libaneses. "Mahmud" ordenou a Schumann que voasse para Chipre, mas pela pouca autonomia do avião, foram obrigados a fazer uma primeira parada em Roma, na Itália.

### Roma
A aeronave mudou de rota e dirigiu-se à Roma para reabastecimento. O comando palestino, agindo em conjunto com o Comando Siegrified Hausner, do Grupo Baader-Meinhof, que havia sequestrado semanas antes na Alemanha o empresário Hanns-Martin Schleyer, tornou pública a exigência de libertação de 11 integrantes do Baader-Meinhof, incluindo os líderes presos na prisão de segurança máxima de Stammheim, em Stuttgart, de mais dois palestinos presos  e US$ 15 milhões de dólares em resgate. O governo alemão tentou persuadir o governo italiano a agir furando os pneus da aeronave e impedindo o prosseguimento do voo, mas o primeiro-ministro italiano, Francesco Cossiga, preferiu se livrar do problema em seu território, permitindo o reabastecimento do avião, que levantou voo em direção à Chipre sem nem esperar permissão de decolagem da torre do aeroporto.

### Chipre
O Landshut aterrissou no aeroporto de Larnaca, em Chipre, às 20h28 hora local. Depois de uma hora, um contato foi feito com os sequestradores por um emissário da Organização para a Libertação da Palestina (OLP), que pelo rádio tentou persuadir 'Mahmud' a libertar os passageiros, recebendo apenas impropérios de volta. A aeronave foi reabastecida e o comandante Schumann pediu ao controle de voo uma rota para Beirute. Informado de que os libaneses haviam fechado o aeroporto para eles, a aeronave levantou voo dirigindo-se a Damasco, na Síria, de onde também, recebeu, durante o voo, a negativa para permissão de aterrissagem. Após terem negados os pedidos de aterrissagem também no Kuwait e em Bagdá, o voo 181 dirigiu-se para o Barém.

### Barém
A caminho do Barém, Schumann foi avisado por um piloto da Qantas em sua rota, que as autoridades do país haviam fechado o aeroporto. Pelo rádio, o comandante avisou à torre que não tinha mais combustível e precisava pousar de qualquer maneira. O avião acabou tendo permissão de pouso e aterrissou à 01h52 da manhã, sendo imediatamente cercado por tropas do exército. Mahmud avisou à torre pelo rádio  da cabine de comando que a menos que as tropas se retirassem ela iria fuzilar o co-piloto. Com o prazo dado de cinco minutos se esgotando, as tropas foram retiradas, o avião reabastecido e o Landshut levantou voo para Dubai.

### Dubai
Aproximando-se de Dubai, eles mais uma vez tiveram negada a permissão de aterrissagem. Sobrevoando o aeroporto nas primeiras horas da manhã, eles puderam ver a pista bloqueada com caminhões e carros de bombeiro. Schumann avisou a torre que pousariam de qualquer maneira devido à falta de combustível e num último voo baixo viram os obstáculos sendo removidos. As 05:40, o co-piloto Vietor fez uma aterrissagem normal na pista principal do aeroporto.
Em Dubai, os sequestradores pediram à torre comida, água, jornais e a retirada do lixo do avião. O comandante Schumann conseguiu enviar uma mensagem dentro do lixo comunicando o número de sequestradores às autoridades. Entretanto, o ministro da Defesa, Mohammed bin Rashid Al Maktoum, passou essa informação em entrevista à mídia, o que foi ouvido por 'Mahmud' possivelmente por rádio no avião, causando uma ameaça de morte a Schumann. A aeronave permaneceu no solo em Dubai durante todo o dia e a noite seguintes, e pela manhã os sequestradores ameaçaram começar a matar reféns se o avião não fosse reabastecido, com o que as autoridades finalmente concordaram.
Neste meio tempo, Hans-Jürgen Wischnewski, o ministro designado pelo governo alemão para cuidar do sequestro e o coronel Ulrich Wegener, comandante do GSG 9, grupo antiterror federal alemão, haviam chegado a Dubai e tentavam permissão junto ao governo para que a equipe de comandos pudesse invadir o avião. O pedido foi recusado pelo sheik Mohammed, que só admitia que essa ação fosse realizada por suas próprias tropas. Enquanto a negociação continuava entre alemães e árabes, o Landshut, reabastecido, levantou voo para Omã. Com a permissão de aterrissagem novamente negada, o voo 181 dirigiu-se para Aden no Yemen, no alcance máximo de seu combustível.

### Aden
Em Aden, mais uma vez o avião teve sua permissão de pouso negada, e as duas pistas principais do aeroporto foram bloqueadas por veículos. Sem outro lugar para ir pela falta de combustível, o plano dos tripulantes era gastar o restante de combustível sobre a cidade e tentar um pouso de emergência na longa pista de areia paralela às pistas principais, o que foi conseguido. Instados a partir pelas autoridades, a tripulação estava temerosa de voar novamente com o avião nas condições em que estava após o pouso de emergência e Schumann teve permissão para deixar a aeronave e inspecionar os possíveis danos causados nos trens de pouso e nos motores pela aterrissagem na areia. Entretanto, o comandante demorou a voltar a bordo, mesmo após as ameaças de 'Mahmoud' de explodir o avião. Essa demora, possivelmente se deveu a um contato pessoal feito em terra entre Schumann e as autoridades de Aden, para que impedissem o voo de continuar e atendessem às exigências dos sequestradores.
Após o retorno voluntário de Schumann ao avião, 'Mahmud', irado, forçou-o a se ajoelhar no corredor entre as poltronas do avião e, na frente dos passageiros, matou-o com um tiro na cabeça, sem lhe dar a chance de qualquer explicação. O avião foi reabastecido pela madrugada e o co-piloto Vietor, cuidadosamente o retirou da pista de areia e no comando da nave levantou voo para Mogadíscio, capital da Somália, com o corpo de Schumann a bordo.

## Mogadíscio e a 'Operação Fogo Mágico'

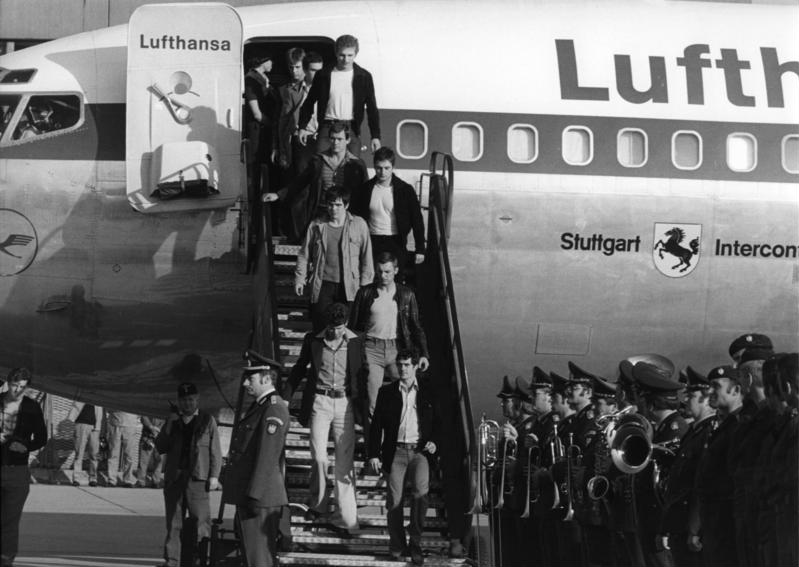
Os integrantes do grupo antiterrorista alemão GSG 9 chegam à Alemanha após libertarem os reféns do voo 181 em Mogadíscio.

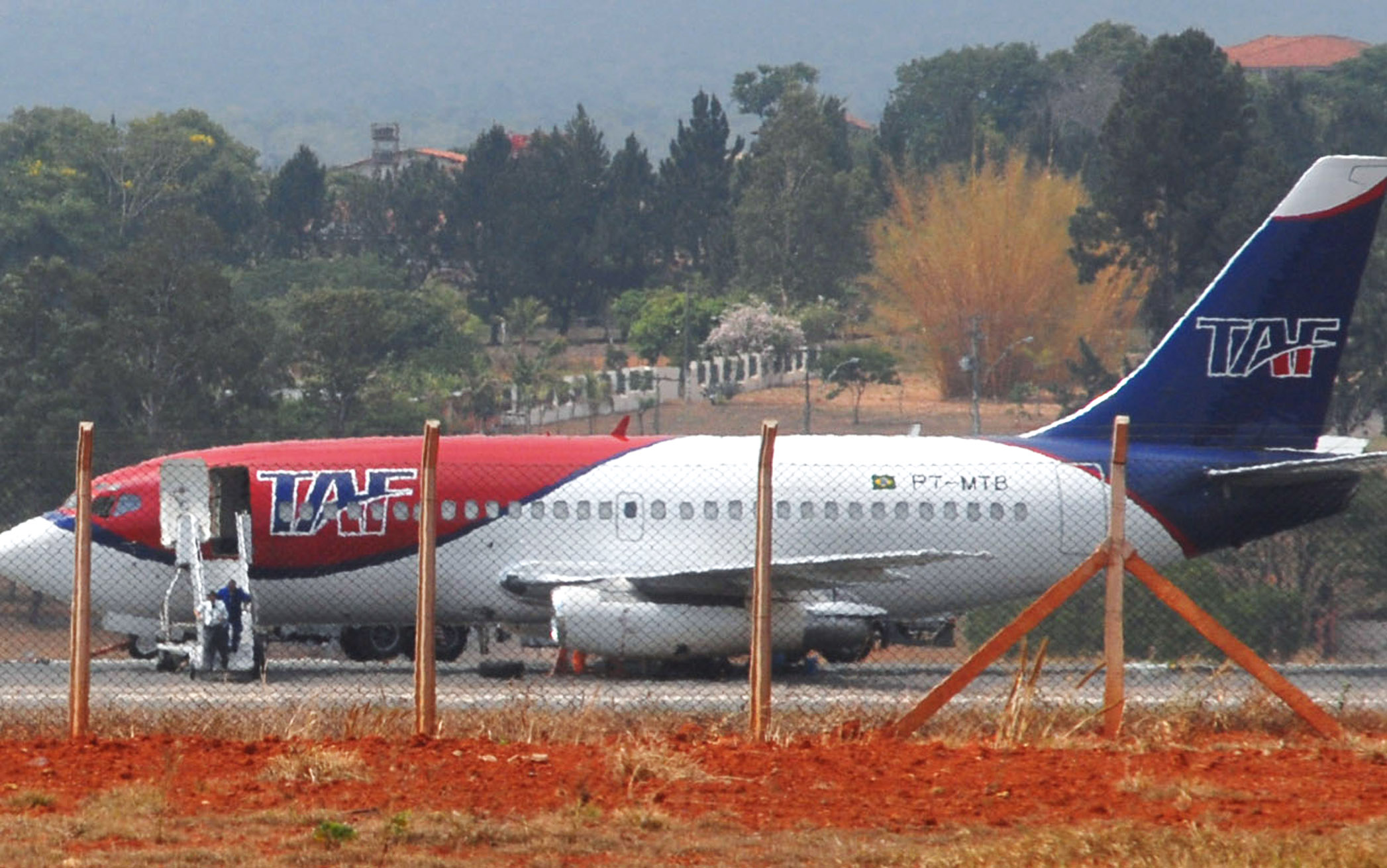
O ex-Landshut em serviço no Brasil com as cores da TAF

As 06:22 hora local, o voo 181 da Lufthansa, pilotado pelo co-piloto Vietor, fez uma aterrissagem não anunciada na pista do aeroporto de Mogadíscio, na capital somali. O líder dos sequestradores, Akashe, disse a Vietor que ele havia feito um trabalho sobre-humano até ali e estava livre para deixar o avião, já que não pretendiam viajar para mais nenhum lugar. O co-piloto recusou-se a deixar os passageiros e as aeromoças e permaneceu a bordo.
O corpo de Schumann foi jogado na pista e os sequestradores deram um ultimato ao governo alemão, estabelecendo um prazo até as 16h00 para que os líderes do Baader-Meinhof e demais presos palestinos fossem libertados e trazidos a Mogadíscio, depois do qual explodiriam o avião com todos dentro. O governo comunicou que atenderia à exigência, mas que o transporte dos prisioneiros até a Somália demoraria ainda várias horas e com isso, o prazo limite foi estendido até as 02h30 da manhã seguinte.
Enquanto o chanceler Helmut Schmidt negociava com o presidente Siad Barre a entrada no país do GSG 9, os comandos voavam entre a Etiópia e o Djibouti aguardando a permissão de desembarque. Com o acordo conseguido, as 20h00 locais um Boeing 707 transportando trinta homens do grupo antiterrorista pousava em Mogadíscio com as luzes apagadas para não chamar atenção no aeroporto fechado para tráfego aéreo civil, e dava inicio à Operação Fogo Mágico.
Trinta minutos antes do prazo final, enquanto 'Mahmud' era comunicado que os prisioneiros exigidos em resgate tinham chegado ao Cairo e o avião deles estava sendo reabastecido para a viagem até a Somália - nenhum deles jamais deixou suas celas - o grupo de comandos alemães, dividido em pequenos esquadrões, avançou para o Landshut pelo ângulo morto da traseira do mesmo, carregando pequenas escadas. Usando-as para atingir e abrir as portas de emergência do avião, enquanto soldados somalis acendiam uma grande fogueira a 200 metros do avião para atrair a atenção dos árabes, os comandos invadiram o interior da nave pela porta da cabine e pela portas por cima das asas, pegando de surpresa os sequestradores, matando dois  deles e ferindo o líder Zohair Akache (ele faleceu horas depois devido aos seus ferimentos) e a Souhaila Andrawes (que sobreviveu e presentemente vive em Oslo). Um dos passageiros do avião, assim descreveu o início do ataque: "Eu vi uma porta sendo aberta e um homem com o rosto pintado de preto aparecendo e gritando em alemão que estavam ali para nos salvar e mandando todo mundo se abaixar. E então começaram os tiros."
Os escorregadores de emergência foram ativados e todos os 86 passageiros e tripulantes retirados rapidamente à salvo do avião. Cinco minutos depois do início do ataque, uma mensagem codificada de rádio era enviada diretamente pelo coronel Ulrich Wegener, líder do ataque, para o gabinete de Helmut Schmidt em Bonn: "Quatro oponentes derrubados, reféns resgatados, quatro passageiros levemente feridos, um comando levemente ferido, Springfield, Springfield".
Após o sequestro da Lufthansa, Helmut Schmidt, em nome da República Federal da Alemanha, anunciou que o país nunca mais negociaria com terroristas.

## RAF
Após as notícias do resgate em Mogadíscio serem transmitidas para o mundo, os corpos de Andreas Baader, Gudrun Ensslin e Jan-Carl Raspe, os líderes presos do Baader-Meinhof na Alemanha, foram encontrados mortos em suas celas. Outra integrante da organização, Irmgard Möller, foi encontrada ferida com quatro facadas. O laudo oficial das mortes foi o de suicídio coletivo. No dia seguinte, o corpo de Hanns-Martin Schleyer, sequestrado semanas antes pela RAF e em troca de quem também havia sido pedida a libertação dos presos, foi encontrado no porta-malas de um carro na França.
Em 2008, Christian Klar, um dos líderes da segunda geração da RAF, preso em 1982 acusado de vários assassinatos e atentados, recebeu o perdão do governo alemão e foi libertado depois de cumprir 26 anos de sua pena de prisão perpétua. Em protesto contra esta decisão, Jürgen Vietor, o co-piloto do voo, escreveu uma carta ao Chefe-de-estado da Alemanha, presidente Horst Köhler, dizendo que a libertação de Klar era "um insulto a todas as vítimas da RAF" e devolveu a Ordem do Mérito da República Federal da Alemanha que havia recebido por sua bravura durante o sequestro, em 1977.

## Aeronave
O Boeing 737-200 Landshut serviu à Lufthansa até 1985, quando foi vendido e passou a operar para várias outras companhias aéreas ao redor do mundo. Até janeiro de 2008, ele voou para a companhia brasileira TAF Linhas Aéreas com o número de registro PT-MTB no Brasil. A partir deste ano, após 30 anos da data de fabricação e mais de 30 mil viagens, foi aposentado e se encontrou estacionado no Aeroporto Internacional de Fortaleza, no Ceará por quase 9 anos. O nome Landshut, que homenageia uma cidade da Baviera, ainda hoje é usado por uma aeronave Airbus A330 da Lufthansa. M.Kurpjuweit em Hamburg sugeriu por projeto, o transporte por Volga-Dnepr Antonov An-124 ao Museu Dornier, em Friedrichshafen à David Dornier, que se utilizou do projeto, retransmitindo-o à Lufthansa e ao governo. O mesmo adicionou o Ilyushin Il-76. Em agosto de 2017, o governo alemão, contando com o apoio institucional da Câmara de Comércio e Indústria Brasil-Alemanha do Ceará e a assistência jurídica de R. Amaral, Huland, Castro Alves, Linhares e Barros Leal Advogados, celebrou um acordo com a Infraero e a TAF nos autos de uma ação judicial na Justiça Federal, que permitiu a retirada da aeronave do Aeroporto Internacional Pinto Martins. De 20 de agosto a 21 de setembro de 2017, a aeronave foi desmontada por uma equipe de cerca 15 técnicos alemães da Lufthansa Technik a serviço do governo, enviados a partir de Frankfurt por um MD-11 da Lufthansa, enviado em 15 de Agosto de 2017. Em 22 de Setembro de 2017 foi feito o transporte das poltronas e motores  por um Il-76 e a fuselagem e asas transportadas pelo An-124, ambos da Volga-Dnepr. O B737 foi exibido e guardado em Hangar da AirPlus, aguardando ser restaurado, remontado e exibido no Museu Dornier, em Friedrichshafen sem data prevista, quando um novo acervo fica pronto em 2022. Cobertura Jornalística feita no Brasil pelo grupo SBFZ Spotting e na Alemanha por Schwäbische Zeitung.